# Чурчич, Радисав
Радисав Чурчич (серб. Радисав Ћурчић; р. 26 сентября 1965, Чачак, СФРЮ) — сербский и израильский профессиональный баскетболист, игравший на позиции центрового. Чемпион мира по баскетболу 1990 года в составе сборной Югославии, победитель Супролиги ФИБА 2001 года в составе «Маккаби» (Тель-Авив), многократный чемпион Израиля.

## Спортивная карьера
Радисав Чурчич, уроженец сербского города Чачак, начал свою игровую карьеру в клубе «Борац», выступающем за этот город. В 1987 году он перешёл в люблянскую «Олимпию». В 1990 году Чурчич принял участие в чемпионате мира в Аргентине, где завоевал со сборной СФРЮ чемпионский титул. При этом сам он проводил на площадке немного времени и набрал за шесть игр 14 очков, отметившись результативными бросками в матчах с командами Анголы, Бразилии и СССР (на втором групповом этапе; в финале против этих же соперников он участия не принимал).
В начале 90-х годов, после падения «железного занавеса» и начала распада Югославии, местных игроков начали приобретать западные баскетбольные команды. В середине сезона 1991/92 годов Чурчич также перешёл из «Олимпии» в команду Серии А2 чемпионата Италии «Рекс Удине», а по истечении этого сезона был подписан, как свободный агент, клубом НБА «Даллас Маверикс»; сумма контракта составила 140 тысяч долларов. В НБА он провёл 27 матчей, набирая в среднем около трёх очков и 2,5 подбора за игру, и в конце сезона вернулся в Италию, где заключил контракт с командой «Банко ди Сарденья» из Серии 2А. В отличие от НБА, итальянский сезон для него выдался удачным: он был одним из ведущих игроков клуба, проводя на площадке в среднем по 36 минут, набирая по 19 очков и почти 12 подборов.
В сезоне 1994/95 годов Чурчич перешёл в ведущий клуб Израиля — «Маккаби» (Тель-Авив) (за год до этого он уже побывал на пробах в этом клубе, но излишний вес и неорганизованная манера игры заставили «Маккаби» тогда отказаться от его услуг, однако хорошая игра в Сассари снова вызвала интерес у руководства «Маккаби», начавшего с Чурчичем переговоры ещё за три месяца до конца регулярного сезона итальянского первенства). В «Маккаби» он провёл два года, завоевав два титула чемпиона Израиля. Во время второго сезона в «Маккаби» Чурчич ввязался в драку с журналистом газеты «Га-Арец» Эли Сааром из-за критики в свой адрес. Он предстал перед дисциплинарным судом, но не был отчислен из команды.
Затем на один сезон Чурчич перешёл в турецкий клуб «Туборгспор» (Измир), после чего вернулся в Израиль, но уже в иерусалимский «Хапоэль». В этом клубе Чурчич, сбросивший за последнее время 30 килограммов веса, провёл два из числа лучших своих сезонов, будучи одним из лидеров команды, которую привёл в сезоне 1998/99 годов к первому месту в регулярном сезоне чемпионата страны. По итогам года Чурчич был признан лучшим игроком чемпионата Израиля. Однако перед началом финальной серии плей-офф в прессе появились сообщения о встрече между центровым «Хапоэля» и финансовым директором «Маккаби» Мони Фананом. После резких объяснений с руководством иерусалимского клуба, заподозрившим, что Чурчич заранее подписал контракт с «Маккаби» на следующий год, тот провёл часть финальных игр на скамейке запасных, и в итоге «Хапоэль» проиграл серию со счётом 3:1. Однако на следующий год Чурчич отправился не в «Маккаби», а снова в Турцию.
После одного сезона в «Фенербахче» Чурчич в третий и последний раз надел форму израильского клуба, став единственным игроком в истории израильского баскетбола, успевшим сыграть как легионер, как свободный европейский игрок согласно «правилу Босмана» и как израильтянин (как женатый на израильтянке, он автоматически получил право на натурализацию). Два последних сезона в карьере он провёл в тель-авивском «Маккаби», завоевав с командой два чемпионских звания, два Кубка Израиля и титул чемпиона Супролиги ФИБА 2001 года.

## Статистика выступлений в европейских кубковых турнирах
| Европейский кубок ФИБА 1991/92                                                          | Олимпия (Любляна)   | 3  | 24.0 | 19.7 | 64.7 | 0.0   | 78.9 | 9.0 | 0.0 | 2.0 | 0.0 | 1.7 | 1.7 |
| Евролига ФИБА 1994/95                                                                   | Маккаби (Тель-Авив) | 15 | 35.1 | 15.1 | 58.3 | 0.0   | 70.3 | 9.2 | 0.8 | 3.3 | 0.0 | 1.1 | 2.5 |
| Евролига ФИБА 1995/96                                                                   | Маккаби (Тель-Авив) | 16 | 30.0 | 13.8 | 59.9 | 50.0  | 68.6 | 7.4 | 1.0 | 3.1 | 0.0 | 1.0 | 1.6 |
| Евролига ФИБА 1997/98                                                                   | Хапоэль (Иерусалим) | 16 | 37.6 | 17.8 | 63.6 | 75.0  | 80.6 | 5.1 | 1.6 | 3.1 | 0.0 | 0.9 | 2.9 |
| Кубок Сапорты 1998/99                                                                   | Хапоэль (Иерусалим) | 14 | 36.1 | 20.3 | 65.2 | 100.0 | 79.1 | 8.8 | 1.9 | 3.4 | 0.0 | 1.3 | 2.9 |
| Кубок Сапорты 1999/2000                                                                 | Фенербахче          | 8  | 33.5 | 15.9 | 54.5 | 50.0  | 85.2 | 7.9 | 1.0 | 2.9 | 0.4 | 1.3 | 3.5 |
| Супролига ФИБА 2000/01                                                                  | Маккаби (Тель-Авив) | 24 | 15.3 | 7.1  | 51.9 | 25.0  | 73.2 | 3.2 | 0.5 | 2.6 | 0.2 | 0.6 | 0.9 |
| Наведите курсор мыши на аббревиатуры в заголовке таблицы, чтобы прочесть их расшифровку |                     |    |      |      |      |       |      |     |     |     |     |     |     |

## Статистика участия в национальных чемпионатах
| Италия 1991/92                                                                          | Рекс Удине          | 7  | 35.0 | 20.4 | 56.8 | 0.0  | 71.7 | 14.3 | 0.7 | 3.9 | 0.3 |     |     |
| НБА 1992/93                                                                             | Даллас Маверикс     | 20 | 8.3  | 2.9  | 39.0 | 0.0  | 72.2 | 2.5  | 0.6 | 1.5 | 0.1 | 0.4 | 0.4 |
| Италия 1993/94                                                                          | Банко ди Сарденья   | 40 | 36.1 | 19.0 | 68.1 | 16.7 | 80.2 | 11.9 | 0.8 | 3.5 | 0.8 |     |     |
| Израиль 1994/95                                                                         | Маккаби (Тель-Авив) | 24 |      | 13.9 | 68.6 |      | 77.0 | 7.0  |     |     |     |     |     |
| Израиль 1995/96                                                                         | Маккаби (Тель-Авив) | 22 |      | 13.5 | 64.9 |      | 73.9 | 6.9  | 1.5 |     |     |     |     |
| Турция 1996/97                                                                          | Туборгспор (Измир)  |    |      | 20.1 | 60.7 |      | 83.6 | 8.4  | 1.1 |     |     |     | 3.1 |
| Израиль 1997/98                                                                         | Хапоэль (Иерусалим) |    | 37.0 | 21.3 | 63.2 |      | 83.1 | 7.5  |     |     |     |     |     |
| Израиль 1998/99                                                                         | Хапоэль (Иерусалим) | 22 | 36.0 | 18.4 | 68.0 |      | 83.7 | 7.8  |     |     |     |     |     |
| Турция 1999/2000                                                                        | Фенербахче          |    | 34.0 | 15.3 | 48.7 |      | 85.1 | 7.5  | 1.2 |     |     | 1.2 |     |
| Наведите курсор мыши на аббревиатуры в заголовке таблицы, чтобы прочесть их расшифровку |                     |    |      |      |      |      |      |      |     |     |     |     |     |